# Rataje (Września)
Pour les articles homonymes, voir Rataje.
Rataje (prononciation : [raˈtajɛ]) est un village polonais de la gmina de Pyzdry dans le powiat de Września de la voïvodie de Grande-Pologne dans le centre-ouest de la Pologne.
Il se situe à environ 3 kilomètres au nord-est de Pyzdry (siège de la gmina), à 19 kilomètres au sud-est de Września (siège du powiat) et à 60 kilomètres au sud-est de Poznań (capitale régionale).
Le village possédait une population de 430 habitants en 2006.

## Histoire
De 1975 à 1998, le village faisait partie du territoire de la voïvodie de Konin.

Depuis 1999, Rataje est situé dans la voïvodie de Grande-Pologne.